# Bulbophyllum vaccinioides
Bulbophyllum vaccinioides är en orkidéart som beskrevs av Rudolf Schlechter. Bulbophyllum vaccinioides ingår i släktet Bulbophyllum och familjen orkidéer. Inga underarter finns listade i Catalogue of Life.